# Daga de hierro de Tutankamón
La daga de hierro de Tutankamón está estrechamente relacionada con la composición del hierro meteórico, incluyendo su homogeneidad. Descubierta originalmente en 1925 en la tumba de Tutankamón en el Valle de los Reyes, que data del siglo XIV a. C., por el arqueólogo Howard Carter; la daga de hierro es de origen meteórico.  

## Análisis
Desde los años sesenta, se concuerda que el alto contenido de níquel en la hoja es un indicativo de su origen meteórico. Un estudio más reciente, publicado en junio de 2016, derivado del análisis del espectrómetro de fluorescencia de rayos X, muestra que la composición de la hoja es principalmente hierro (Fe), 11% níquel (Ni) y 0.6% cobalto (Co). Esto significa que su composición se sitúa dentro del promedio de un grupo de 76 meteoritos de hierro descubiertos con anterioridad.
El contenido de níquel en el grueso del metal de la mayoría de los meteoritos de hierro oscila entre el 5% y el 35%, mientras que nunca supera el 4% en los artefactos de hierro históricos producidos a partir de minerales terrestres antes del siglo XIX.
Además, la proporción entre níquel y cobalto de esta hoja es comparable a la de los materiales de meteoritos de hierro.
Al momento de la momificación del rey Tutankamón, aproximadamente en el 1327 a. C. (la Edad del Bronce), la fundición y la fabricación de hierro eran poco frecuentes. Los objetos de hierro se usaban solo con fines artísticos, ornamentales, rituales, ceremoniales o como obsequios, así como para la pigmentación. Por lo tanto, durante esta época el hierro era considerado más valioso o precioso que el oro. Los artefactos de hierro se ofrecían como regalos reales durante el período que precedió directamente al reinado de Tutankamón (es decir, durante el reinado de Amenofis III).

## Los obstáculos para los expertos
Determinar la aparición del hierro a lo largo de un pasado tan antiguo (específicamente su obtención, su fundición y su instauración en varias civilizaciones) ha sido un tema de estudio y de discusión académica continuado. Desde finales del Neolítico hasta la Edad del Bronce, las antiguas culturas del Mediterráneo oriental usaban el hierro con poca frecuencia. Se ha demostrado que la existencia de objetos de hierro fundido durante este período era poco común, y se cree que estos pocos objetos han sido producidos a partir del mineral encontrado en los meteoritos. Sin embargo, los métodos de trabajo y los usos del hierro, así como su dispersión y circulación dentro de las sociedades prehistóricas, son cuestiones polémicas en la comunidad científica debido a la falta de conocimiento y de datos. Uno de estos debates ha sido el supuesto origen meteorítico del material del que está hecha la hoja de la daga de hierro. 
Además, siempre ha sido difícil obtener permiso para analizar antiguos artefactos egipcios, tanto para pruebas destructivas de muestras minúsculas como para las no destructivas. 
Asimismo, se requerían avances en las tecnologías utilizadas para un análisis más profundo de los artefactos, lo que solo ocurrió en los últimos veinte años del siglo XX. Por consiguiente, durante «los últimos 20 años, una mejora considerable en la tecnología de detectores de estado sólido ha permitido nuevas aplicaciones analíticas». Por lo tanto, los nuevos espectrómetros de fluorescencia de rayos X de última generación, un método de análisis no destructivo, ahora suelen exhibir capacidades mejoradas de deconstrucción, que dan como resultado un examen más preciso de la composición química de los artefactos analizados en datos que describen sus elementos constitutivos. Los espectrómetros específicos utilizados en este conocido estudio son portátiles y de mano.

## Antecedentes históricos
No existe ninguna prueba arqueológica de fundición de hierro en Egipto hasta el siglo VI a. C. El primer ejemplo conocido del uso del hierro metálico en Egipto data aproximadamente del año 3400 a. C. Esto corresponde al tiempo prehistórico antes de que Egipto se convirtiera en un único estado gobernado por un faraón.

### Abalorios metálicos
Cuentas metálicas y otras piedras preciosas se colgaron en torno a la cintura y el cuello de un hombre sepultado en una tumba en el cementerio de Gerzeh, a 70 kilómetros al sur de El Cairo moderno.
Poco después del descubrimiento de estas cuentas en 1911, un análisis científico reveló que eran ricas en níquel. Como todo el hierro de meteorito es rico en níquel, esto indicó un origen meteorítico. Sin embargo, en los años ochenta surgieron serias dudas después de que arqueo-metalúrgicos sugiriesen que algunos ejemplos tempranos de hierro rico en níquel fueron producidos usando minerales de hierro terrestres ricos en níquel. Para establecer la procedencia de los meteoritos se necesitó un análisis más detallado.
En 2013 se fotografió una sola cuenta del Museo de Mánchester (Reino Unido), sometida a un barrido microscópico electrónico para revelar la microestructura y la química de la cuenta, y se produjo un modelo de TC de rayos X (o escáner) de la cuenta. Los resultados indicaron que las microestructuras y la composición de las cuentas eran consistentes con la de un meteorito de hierro que habría sido forjado en una lámina fina y doblado para crear un abalorio en forma de tubo. Por lo tanto, «por primera vez, utilizando tecnología moderna, [los investigadores] encontraron pruebas concluyentes de que el primer uso conocido del hierro por los egipcios provino de un meteorito».

### Tutankamón
Se descubrieron diecinueve objetos en la tumba de Tutankamón, incluyendo un conjunto de cuchillas que parecen muy similares a las utilizadas en la ceremonia egipcia de la apertura de la boca (un ritual que se realizaba en beneficio del difunto para permitir una vida después de la muerte). Estas cuchillas también están estrechamente ligadas al hierro y a las estrellas, siendo descritas en los inventarios de templos como hechas de hierro y a las que se referían frecuentemente como las estrellas.
Los otros objetos de hierro fueron envueltos con la momia de Tutankamón; estos incluyen un reposacabezas en miniatura guardado dentro de la mascarilla mortuoria dorada, un amuleto unido a un brazalete de oro y una hoja de daga con mango de oro. Todos fueron fabricados con métodos relativamente rudimentarios a excepción de la hoja de la daga, que fue claramente elaborada por expertos. 
Esto sugiere que probablemente la daga fuese importada a Egipto, tal vez como un regalo real de un territorio vecino, lo que indica que en esa época los conocimientos y las habilidades de Egipto en cuanto a la producción de hierro eran relativamente limitados. Solamente análisis adicionales pueden confirmar si todos estos artefactos están hechos de hierro de meteorito, pero todo parece indicar que el hierro era un material raro utilizado para indicar un alto estatus al momento de la muerte de Tutankamón, aproximadamente en el 1327 a. C.